# Tim Parnell
Pour les articles homonymes, voir Parnell.
Reginald Harold Haslam Parnell, dit Tim Parnell, né le 25 juin 1932 à Derby (Royaume-Uni) et mort le 5 avril 2017, est un pilote britannique de Formule 1.

## Biographie
Tim Parnell a participé à quatre Grand Prix de Formule 1 comptant pour le championnat du monde. Il a fait ses débuts le 18 juillet 1959 sur une Lotus-Climax, et s'est qualifié pour deux d'entre eux. Il n'a marqué aucun point en championnat. Son seul résultat est une dixième place en 1961 au Grand Prix d'Italie à Monza.
Parnell a dirigé le team BRM de Formule 1 de 1970 à 1974.
Fils de Reg Parnell, pilote de course et patron de l'équipe qui porte son nom, Reg Parnell Racing (en), il reprend la direction du team en 1964, à la mort de son père avant de diriger sa propre équipe avec des pilotes comme Mike Spence et Pedro Rodriguez.